# بيونسيه
بيونسي جيزيل نولز-كارتر (بالإنجليزية: Beyoncé)، المعروفة باسم بيونسي، وُلدت في 4 سبتمبر 1981 في هيوستن، تكساس. هي مغنية وممثلة ومنتجة تسجيلات أمريكية، تُعد من أكثر الفنانين تأثيراً ونجاحاً في تاريخ الموسيقى المعاصرة. حازت على 35 جائزة غرامي، ما يجعلها الفنانة الأكثر فوزاً بهذه الجائزة عبر التاريخ.
بدأت بيونسي مسيرتها الفنية في سن مبكرة من خلال المشاركة في مسابقات للغناء والرقص، وبرزت أواخر تسعينيات القرن العشرين كالمغنية الرئيسية في فرقة ديستنيز تشايلد التي أدارها والدها ماثيو نولز، وأصبحت واحدة من أكثر الفرق النسائية مبيعاً في العالم.
في عام 2003، وأثناء توقف مؤقت لنشاط الفرقة، أطلقت بيونسي ألبومها الأول كفنانة منفردة بعنوان Dangerously in Love، الذي حقق نجاحاً تجارياً ونقدياً واسعاً، ببيع أكثر من 16 مليون نسخة عالمياً، وفاز بخمس جوائز غرامي. وضم الألبوم أغنيات شهيرة تصدرت قوائم بيلبورد مثل «Crazy in Love» و«Baby Boy».
عقب انفصال الفرقة رسمياً في عام 2005، واصلت بيونسي مسيرتها المنفردة بإصدار ألبومات ناجحة مثل B'Day (2006) الذي تضمن الأغنية العالمية «Irreplaceable»، وألبوم I Am... Sasha Fierce (2008) الذي قدّم شخصية "ساشا فيرس" البديلة، وفاز بست جوائز غرامي عام 2010، منها جائزة "أغنية العام" عن «Single Ladies (Put a Ring on It)».
حققت بيونسي حضوراً ملحوظاً في مجال التمثيل إلى جانب مسيرتها الموسيقية، من أبرز أدوارها مشاركتها في فيلم Dreamgirls (2006) والذي رُشّحت من خلاله لجائزة غولدن غلوب، وفيلمي The Pink Panther (2006) وObsessed (2009). كما أدّت دور المغنية الراحلة إيتا جيمس في فيلم Cadillac Records (2008).
في عام 2011، أصدرت ألبومها الرابع بعنوان 4، الذي تميز بنضج فني أكبر واستكشافها لأنماط موسيقية متعددة مثل الفانك والبوب والسول. ورغم تسريب الألبوم بالكامل قبل صدوره، إلا أنه حقق مبيعات تجاوزت 8 ملايين نسخة عالمياً، مما جعله من أكثر الألبومات المُسرّبة والمبيع لفنانة.
صدر ألبومها الخامس Beyoncé (2013) بشكل مفاجئ دون إعلان مسبق، ولاقى استحسان النقاد بفضل طابعه الفني "المظلم" والمبتكر، حيث بيع منه أكثر من 828 ألف نسخة خلال الأيام الثلاثة الأولى فقط.
حازت بيونسي على 23 جائزة غرامي كفنانة منفردة، وتُعد المرأة الأكثر ترشيحاً في تاريخ الجائزة. كما فازت بـ24 جائزة MTV Video Music Awards، وهي أعلى فنانة حصولاً على هذه الجائزة. وعلى مدار مسيرتها، حصدت أكثر من 600 جائزة، وباعت ما يزيد عن 200 مليون نسخة من ألبوماتها وأغانيها الفردية، إضافة إلى 60 مليون نسخة مع فرقة ديستنيز تشايلد، مما يجعلها من بين الفنانين الأعلى مبيعاً في التاريخ.
اعترفت جمعية صناعة التسجيلات الأمريكية بأنها أكثر فنانة معتمدة في الولايات المتحدة خلال عقد 2000. كما اختارتها بيلبورد كأعلى فنانة إذاعية وأفضل فنانة في العقد، ومنحتها لقب "فنانة الألفية" عام 2011. وفي عام 2014، أدرجتها مجلة تايم ضمن قائمة أكثر 100 شخصية تأثيراً في العالم.

## النشأة
ولدت بيونسي في 4 سبتمبر 1981 في هيوستن، تكساس، وكان والدها ماثيو نولز يعمل مدير مبيعات في زيروكس وهي شركة عالمية متخصصة في مجال إدارة المستندات، والتي تصنع وتبيع عدد من طابعات الألوان والأبيض والأسود، والأنظمة متعددة الوظائف، وآلات التصوير الضوئي، بالإضافة إلى خدمات استشارية ذات علاقة، أما والدتها تينا نولز فكانت صاحبة كوافير ومصففة شعر. بيونسيه يأتي من لقب أمها. ووالد بيونسي من أصول إفريقية، أما والدتها التي تسكن في لويزيانا فلها أصول إفريقية، وفرنسية، وهندية، وأيرلندية. وسولانج هي أخت بيونسي الصغيرة، وتعمل مغنية وهي من أقرباء جوزيف بروسارد حاكم أكاديا.
حصلت بيونسي على تعليمها الابتدائي في مدرسة القديس ماري التي في فريدريكسبورغ (تكساس). وحصلت هناك أيضاً على دروس الرقص. وقد اكتشف دارلاتا جونسون مدرس الرقص لبيونسي موهبتها الغنائية عندما بدأت في همهمة تلحين أغنية بصوتها (إحدى الأغنيات)، وقد ضغط عليها حتى تكمل الأغنية. وقد فازت بيونسي في مسابقة للغناء وأداء الصوت عندما كانت في السابعة من عمرها، وباقي المشتركين في الخامسة عشر، والسادسة عشر. وقد قامت بغناء أغنية تخيل للمغن والشاعر وعازف جيتار فرقة البيتلز جون لينون. وهي أغنية تصف عالمًا مثاليًا تتحقق فيه المساواة والسلام بين بني البشر. الأغنية من كلمات جون لينون ومن إخراج فيل سبيكتور. وقد صدرت لأول مرة عام-1971 كجزء من ألبوم إيماجين. وتعد الأغنية واحدة من أفضل الأغاني وأكثرها شيوعًا، وفي عام 2004 حلت في المرتبة الثالثة على قائمة رولينغ ستون لأفضل خمسمائة أغنية في التاريخ. وفي خريف عام 1990، وتنضم بيونسي إلى مدرسة باركر الابتدائية للموسيقى في هيوستن، تكساس. وبعد ذلك ذهبت إلى مدرسة أليف السيك، الثانوية للفنون المسرحية والفنون البصرية. بالإضافة إلى قضائها سنتين كاملتين في مدرسة الكنيسة الميثودية المتحدة St. John's.
وتقابلت بيونسي وصديقة طفولتها كيلي رولاند مع لا تفيا روبرسون في انتخابات مجموعات التسلية والترفيه التي تكونت من تجمع فتيات في عمر الثمانية. وقاموا بإنشاء مجموعة مع ثلاث فتيات آخريات وأسسوها بعنوان فتاة التيمي وقاموا بالرقص وغناء الراب في نطاق مسابقة المواهب في هيوستن. وبعد الإطلاع على المجموعة قام آرنى فراجير منتج R&B بإحضار الفتيات إلى الإستوديو في شمال كاليفورنيا، وفي ذلك الوقت شاركوا في مسابقة (البحث عن نجم) أكبر مسابقة مواهب عُرضت على شاشة التلفاز. وقامت بيونسي بأداء أغنية في مسابقة فتاة التيمي ولكنها لم تفز. وفي عام 1995 غادر والد بيونسي إدارة المجموعة. ونتيجة لذلك فقد حدّ دخل عائلة بيونسي واضطر كل من والدها ووالدتها الانتقال إلى شقق منفصلة. وانخفض مستوى مجموعة ماثيو المبتكر إلى الترتيب الرابع واستمرت هذه المجموعة في الظهور على المسرح وحتى من قبل ظهور مجموعة الفتيات R&B المعروفين. وقامت هذه المجموعة بعقد إتفاقية مع إلكترا للتسجيلات في عام 1995 وبعد وقت لاحق من هذه الإتفاقية تم إنهاؤها من قبل الشركة، وأدى هذا الحدث إلى زيادة التوتر في العائلة وانفصل والديّ بيونسي. وفي الخامس من شهر أكتوبر عام 1995 قامت الشعبية الترفيهية صاحبة دويني ويغينز بعقد إتفاقية مع الفتيات. وفي عام 1996 بدأت المجموعة بتسجيل ألبومها الأول في إطار الإتفاقية والذي قام بإنتاجه شركة سوني للموسيقى. وتوحدت أسرة نولز من جديد وبعد فترة ما وقعت الفتيات إتفاقية جديدة مع كولومبيا للتسجيلات.

## مجموعة الألبومات
- دانجيروسلي إن لوف (2003) باع 16 مليون نسخة عالمياً
- بي داي (2006) باع 12 مليون نسخة عالمياً
- آي آم... ساشا فيرس (2008) باع 16 مليون نسخة عالمياً
- 4 (2011) باع 5 ملايين نسخة عالمياً
- بيونسي (2013) باع 8 ملايين نسخة عالمياً
- ليمونيد (2016)
- إفريثينغ إيز لوف (2018) [تعاون مع جاي زي]
- هوم كامنج Homecoming: The Live Album (2019)
- الاسد الملكي: ذا جيفت The Lion King: The Gift 2019
- ريناسانس (عصر النهضة) 2022 Renaissance
- كاوبوي كارتر (2024) Cowboy Carter

## الأعمال الفنية
- كارمن: آ هيب هوبيرا (2001)
- أوستن باورز إن جولد ميمبر (2002)
- ذا فايتنغ تمبتيشن (2003)
- مجنون في الحب (2003)
- ذا بينك بانتر (2006)
- دريم غيرلز (2006)
- كاديلاك ريكوردز (2008)
- أوبسيسد (2009)
- إيبك (2013)
- الأسد الملك (2019)

## وصلات خارجية
- الموقع الرسمي
- بيونسيه على موقع IMDb (الإنجليزية)
- بيونسيه على موقع الموسوعة البريطانية (الإنجليزية)
- بيونسيه على موقع روتن توميتوز (الإنجليزية)
- بيونسيه على موقع قاعدة بيانات الأفلام العربية
- بيونسيه على موقع ألو سيني (الفرنسية)
- بيونسيه على موقع ميوزك برينز (الإنجليزية)
- بيونسيه على موقع رولينغ ستون (الإنجليزية)
- بيونسيه على موقع أول موفي (الإنجليزية)
- بيونسيه على موقع بوكس أوفيس موجو (الإنجليزية)
- بيونسيه على موقع قاعدة بيانات برودواي على الإنترنت (الإنجليزية)